# Spilosoma soror
Spilosoma soror är en fjärilsart som beskrevs av John Henry Leech 1899. Spilosoma soror ingår i släktet Spilosoma och familjen björnspinnare. Inga underarter finns listade i Catalogue of Life.